# Selección femenina de floorball de los Países Bajos
La selección de floorball de los Países Bajos es el equipo nacional de floorball de los Países Bajos . En el Campeonato Mundial Femenino de Floorball de 2005 en Singapur, el equipo terminó séptimo en la División B. En el Campeonato Mundial Femenino de Floorball de 2007 en Frederikshavn, Dinamarca, el equipo terminó cuarto en la División B.